# Torre del Sastre
La Torre del Sastre és una obra del municipi de Roses (Alt Empordà) declarada bé cultural d'interès nacional, situada a l'est del nucli urbà de la població, al Parc Natural del Cap de Creus, al marge esquerre de la carretera de Roses a Montjoi, a l'altura del quilòmetre 4.

## Descripció
Es tracta d'una masia formada per la casa i una torre de defensa. L'edifici principal és de planta rectangular i està dividit en dues plantes, amb la teulada a dues vessants sobre els murs laterals. La façana principal està orientada al sud, amb la porta d'arc de mig punt bastida amb carreus de pedra regulars, descentrada respecte a l'eix del carener, i sobre la qual hi ha una petita fornícula, ara sense imatge. Al pis s'obren dues grans finestres de llinda plana, emmarcades amb carreus de pedra ben treballats i ampit motllurat. La façana nord presenta una finestra emmarcada amb carreus de pedra i una altra amb llinda i brancals de maons. Des d'aquesta part s'accedeix a una terrassa que forma part d'un cos adossat al nord, d'una sola planta, destinat a quadres.
A la banda est de l'edifici principal hi ha un altre cos adossat, amb coberta a un vessant de teula, obert a l'exterior a través de tres arcades d'arc de mig punt de pedra. Aquest espai, al que s'accedeix a través d'un pati tancat amb accés des dels sectors est i sud, serví de pallissa o estables.
A uns tres metres a l'oest de l'edifici principal es localitza la torre. Originàriament es trobava separada del mas, però en els últims temps s'hi ha acabat unint mitjançant un petit cos a manera de galeria, bastit amb ciment i vidre. Es tracta d'una torre cilíndrica d'uns quinze metres d'alçada, bastida amb pedra calcària i pissarra, algunes peces irregulars i altres desbastades, i marbre de la zona. Al parament hi ha tres filades de petites espitlleres de pedra a diferent nivell, que indiquen els pisos interiors de la torre. A la part superior, protegint la teulada de la casa, es conserva un matacà. La resta del coronament es troba força afectat, però conserva els merlets originals situats més al sud. Al nivell del pis entremig s'obre una finestra de pedra vers el sud, amb arc de descàrrega i llinda amb inscripció: "AÑO I S 1628", entre els anagrames de Jesús i Maria coronats per una creu.

## Història
Es troba a la vora de la carretera de Roses a Montjoi, "en un replà enlairat considerablement sobre el mar que forma part del serrat anomenat precisament de la Torre del Sastre. La seva carena acaba a la punta Falconera i limita els vessants que davallen per una banda vers la badia de Montjoi i per l'altra sobre la costa encarada al golf on hi ha les dues cales de Canyelles".
La torre del Sastre fou aixecada, probablement com la del mas Marès, a l'època de més increment de la pirateria, al segle xvi i primeres dècades del segle xvii. Les primeres referències escrites es documenten en el cartoral de Santa Maria de Roses: "Torra. El 1304 és un mas que afronta a l'est amb el mar i que és propietat de Pere Tamariu". Es documenta també la inscripció gravada que presenta la llinda de pedra d'una finestra de la torre: "AÑO I S 1628". Encara que no es pot afirmar que sigui realment la data de construcció, ja que podria fer referència a alguna reforma. Els testimonis orals del masover Luciano Márquez reforcen aquesta hipòtesi, comentant que sa germana li havia afirmat que els carreus de marbre que guarneixen el portal d'entrada de la casa provenien d'una casa de Roses que va ser enderrocada. Altrament, el primer propietari del que tenim constància és en Josep Sastre Climent que fa testament l'any 1699.